# 1892 год в литературе

## Произведения
- «В мире будущего» — утопия Николая Шелонского.
- «Между жизнью и смертью» Алексея Апухтина
- «В океане звёзд» — фантастический роман Анания Лякидэ.
- «В ссылке» — рассказ Антона Чехова.
- «Василий Тёркин» — роман Петра Боборыкина.
- «Замок в Карпатах» — произведение Жюля Верна.
- «Золото» — роман русского писателя Дмитрия Мамина-Сибиряка.
- «Клодиус Бомбарнак. Записная книжка репортёра об открытии большой Трансазиатской магистрали (Из России в Пекин)» — произведение Жюля Верна.
- «Макар Чудра» — первый опубликованный рассказ Максима Горького.
- «Мистерии» — роман Кнута Гамсуна.
- «Охонины брови» — повесть Дмитрия Мамина-Сибиряка.
- «Номер 249» (Lot No 249) — рассказ Артура Конан Дойла.
- «Палата № 6» — повесть Антона Чехова.
- «Попрыгунья» — рассказ Антона Чехова.
- «Рассказ неизвестного человека» — повесть А. П. Чехова (опубликована в 1893).
- «Строитель Сольнес» — пьеса Генрика Ибсена.
- «Тётушка Чарлея» — пьеса Брэндона Томаса.
- «Хлеб и воля» — книга Петра Кропоткина.

## Персоналии

### Родились
- 3 января — Джон Рональд Руэл Толкин, английский писатель, лингвист, филолог, автор знаменитой трилогии «Властелин Колец» (умер в 1973).
- 28 февраля — Эдмундас Степонайтис, литовский поэт, прозаик и переводчик (умер в 1908).
- 1 марта — Акутагава Рюноскэ, японский писатель (умер в 1927).
- 21 марта — Александр Георгиевич Малышкин, российский, советский писатель (умер в 1938).
- 8 мая — Андре Обе, французский драматург, писатель, сценарист и журналист (умер в 1975).
- май — Хуршид Шамсутдин, узбекский советский поэт, драматург (умер в 1960).
- 8 (20) июня — Сергей Михайлович Третьяков, русский публицист, драматург, поэт-футурист (расстрелян в 1937).
- 1 июля — Джеймс Кейн, американский писатель (умер в 1977).
- 8 июля — Ричард Олдингтон, английский писатель (умер в 1962).
- 15 сентября — Артуро Борха, колумбийский поэт-модернист (умер в 1912).
- 8 октября — Марина Цветаева, русская поэтесса (умерла в 1941).
- 27 октября —
- Грасильяну Рамус, бразильский писатель (умер в 1953).
- Виктор Эмануэль ван Врисланд, голландский писатель, поэт, драматург, переводчик (умер в 1974).
- 9 ноября — Сергей Васильевич Шервинский, русский поэт, переводчик, писатель, искусствовед, автор книг для детей (умер в 1991).
- 22 ноября — Мирабен, индийская писательница (умерла в 1982).
- Мааруф Ахмед Арнаут, сирийский арабский писатель, драматург, поэт, литературовед, переводчик  (умер в 1948).

### Умерли
- 9 февраля — Кароль Куч, польский драматург, поэт, журналист, редактор (родился в 1815).
- 7 марта — Срапион Экимян, армянский драматург (родился в 1832).
- 26 марта — Уолт Уитмен, американский поэт, публицист (родился в 1819).
- 9 июня – Эмиль Марио Вакано, австрийский писатель (родился в 1840).
- 7 июля – Арне Дюбфест, норвежский писатель.
- 20 июля — Леон Кладель, французский писатель (родился в 1835).
- 17 сентября — Игнатий Цингерле, немецкий филолог и писатель (родился в 1825).
- 7 октября — Фридрих Шлегль, австрийский писатель, журналист, фельетонист  (родился в 1821).
- 6 ноября — Хуана Мануэла Горрити, аргентинская и перуанская писательница (род. в 1818).
- 14 (26) ноября — Алексей Дмитриевич Галахов, историк русской литературы (родился в 1807).
- 21 ноября (3 декабря) — Афанасий Афанасьевич Фет, русский поэт (родился в 1820).
- Неофит (Пагида), греческий духовный писатель (род. в 1835).